# Rio Autrou
O rio Autrou é um rio do Haiti, localizado no departamento do Noroeste.